# Inventum
Koninklijke Fabriek Inventum kortweg Inventum B.V. is een bedrijf dat als eerste in Nederland kleine huishoudelijke apparatuur maakte en nog steeds allerlei elektrische apparaten levert.
Bovendien is het bedrijf tegenwoordig actief als producent van boilers en airco's.

## Geschiedenis

### Oprichting

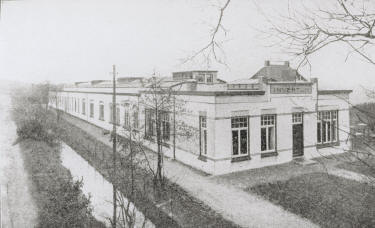
Inventumfabriek in Bilthoven, 1921

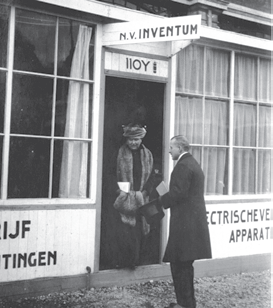
Koningin Wilhelmina bezoekt Inventum in 1917

Het bedrijf werd opgericht in 1908 door de in Den Haag geboren Alexander Vosmaer(1868-1944), een ingenieur die aan de Technische Hogeschool in Delft had gestudeerd en die op studiereis in de Verenigde Staten de toepassingen van het nieuwe energiemiddel elektriciteit voor huishoudelijke apparatuur had aanschouwd. In Bilthoven liet hij op de hoek van de Leijenseweg en de Tweede Brandenburgerweg een eigen bedrijfspand bouwen. Dit werd de allereerste Nederlandse fabriek voor elektrische apparatuur, bestemd voor gebruik binnenshuis. Vosmaer begon onder de naam Onvo met zijn compagnon F. Onland. Deze samenwerking was van korte duur waardoor Vosmaer met zijn nieuwe eveneens in Den Haag geboren financier Alexander W. K. Tamson latere lid van de Stijkelgroep, het bedrijf Inventa oprichte. In 1915 koos hij voor de naam die zou beklijven, Inventum, gebaseerd op zijn eigen werk als uitvinder in de techniek, afgeleid van het Latijnse werkwoord inventare.

### Productie in de eerste periode
De fabriek begon in de jaren voor de Eerste Wereldoorlog met het ontwerpen en uitvoeren van nog simpele producten als beddenkruiken en strijkijzers. Deze werden ook naar het buitenland geëxporteerd. De eerste ontwerpen waren gebaseerd op bestaande versies van andere fabrikanten in Amerika en Duitsland. In de jaren erna werd het assortiment uitgebreid met elektrische waterkookketels, broodroosters en elektrische kookplaten. De broodroosters werden verpakt in een qua lay-out weelderig ontworpen Art Deco doos van de ontwerpster Fré Cohen verzonden aan de klanten. De producten moesten luxe uitstralen en met een chique doos lukte dat.
Hierna kwamen ook luxere producten als sigarenaanstekers en haarkrultangen op de markt. Een grote order die werd binnengehaald was die van de Gemeente Amsterdam in 1918. Deze stad had vanwege de door de Eerste Wereldoorlog sterk gestegen olie- en kolenprijzen ertoe besloten alle huizen op het gemeentelijke elektriciteitsnet aan te sluiten en bestelde bij Inventum 3000 strijkijzers, die zonder winst werden doorverkocht aan de klanten van het net. In de winkels (Vijzelstraat 36 hoek Keizersgracht en Jacob Obrechtplein 3) van het Gemeentelijk Energiebedrijf werden ook de andere elektrische apparaten van Inventum verkocht waarbij soms de drie kruizen van Amsterdam werden aangebracht. Fré Cohen maakte ook een folder (1938) voor de Gemeente Electriciteitswerken (hoofdkantoor Hoogte Kadijk) met de tekst: Geeft electrische geschenken (met een foto van: Vernikkelde ketel 1 Liter fl. 8,50; 1,5 Liter fl. 9,50 en een Melkwarmer voor fl. 1,50. Ook heeft zij een handleiding geschreven voor het gebruik van het Electrisch fornuis in 1930.

### Elektrische kachel
In 1917 organiseerde Utrecht in het kader van de eerste Utrechtse Jaarbeurs een ontwerpwedstrijd voor producenten van kachels. Inventum schreef in met een elektrische kachel. De verschillende houten tentoonstellingspaviljoens, die verspreid door de stad waren geplaatst, werden elk verwarmd door een inzending van een fabriek. De directie van de Jaarbeurs kon zo de beste uitkiezen. De kachel van Inventum won de wedstrijd tegen de oliekachels en kolenkachels. Dit leverde een bestelling op van 200 kachels voor het Jaarbeursgebouw en een jaar later nog eens 800. Hierna kwam het ontwerp volop in productie voor de algemene markt. Met de kachels sloeg men een eigen ontwerprichting in. De kachels in deze periode werden in een art-deco-stijl uitgevoerd met vloeiende belijning en ronde vormen. Eind jaren twintig werden bekende ontwerpers ingehuurd om ontwerpen te maken. In 1929 ontwierp Arie Verbeek een bijzetkachel die geënt was op een beroemde achterpootloze stoel van ontwerper Mart Stam. De kachel bestond uit één verchroomde stalen buis die voor het oog ononderbroken leek en waarvan nog een exemplaar te zien is in het Gemeentemuseum Den Haag. Ook Wim Rietveld ontwierp kachels, een rechaud en later ook een koffiezetapparaat voor Inventum.

### Boilers
Eind jaren twintig begon men, inspelend op de invoering van goedkope nachtstroomtarieven van de elektriciteitsbedrijven, met de productie van warmwaterboilers. Hierdoor kon het water in de nacht met het goedkope stroomtarief worden verwarmd en overdag worden gebruikt voor huishoudelijke activiteiten. Deze activiteit is als warmwaterdivisie tot de dag van vandaag een kernactiviteit van het bedrijf gebleven.

### Predicaat Koninklijk en elektrische deken
Ter gelegenheid van het 25-jarig jubileum werd het predicaat Koninklijk verleend. In 1936 kwam er een echt innovatief product op de markt – de elektrische deken – dat aanvankelijk op weerstanden stuitte, omdat mensen bang waren een elektrische schok te krijgen. Door een goede reclamecampagne, gebaseerd op het benadrukken van de veiligheid (zwakstroom) en de voordelen voor de gezondheid, slaagde het bedrijf erin om deze angst bij velen weg te nemen. Het product zou jarenlang een van de pijlers van het bedrijf blijven: in 1980 waren er een miljoen van geproduceerd. Het aantal werknemers, dat bij aanvang 8 bedroeg, was begin jaren dertig gestegen tot 420. Door de economische crisis in de periode erna, gecombineerd met de concurrentie van Duitse bedrijven, nam dit aantal tegen het einde van de jaren dertig af tot nog maar 200.

### Tweede Wereldoorlog

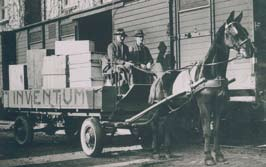
Transport per paard en wagen in 1944 vanwege brandstoftekorten

Deze periode was voor het bedrijf zeer moeilijk. De grondstoffen werden schaars en de toelevering moeizaam. De directie ontsloeg in 1942 alle Joodse werknemers en overtuigde de Duitse bezetter ervan dat een aantal van hun producten voor de economie en bevolking van groot belang waren, zodat men toch kon beschikken over grondstoffen uit het Oosten. Zodoende kon er nog een redelijk aantal werknemers aan de slag blijven, waardoor zij niet naar de verplichte tewerkstelling in Duitsland hoefden. Er werden noodkacheltjes geproduceerd waarin men alles kon stoken, zodat ook in de hongerwinter de mensen nog verwarming hadden. In de grote bedrijfshal werd in het laatste oorlogsjaar een deel ingericht als gaarkeuken, omdat dit een van de weinige plaatsen was waar nog genoeg elektrische stroom beschikbaar was om grote hoeveelheden voedsel te bereiden voor het personeel en hun gezinnen.

### Na 1945
De afdeling Industriële Toepassingen maakte een grote groei door. Deze afdeling ontwikkelde speciale apparaten voor verwarming en verhitting, van object- tot ruimteverwarming: luchtverhitters, olievoorwarmers, droog- en moffelovens. Een bijzondere specialiteit werd de keukenapparatuur voor aan boord van vliegtuigen, de pantry. Daarnaast ging men verder met de ontwikkeling en fabricage van laboratorium-apparatuur, waarmee men al in 1933 begonnen was (broed- en droogstoven, kiem- en klimaatkasten, sterilisatoren). In 1947 wordt de NV Instrumentenfabriek H.M. Smitt (producent van relais) te Bilthoven overgenomen, in 1957 wordt te Wolvega een tweede productiebedrijf opgericht en in 1960 volgt de overname van de NV Hopmi te Woudenberg. In 1971 wordt de vervaardiging van gecertificeerde apparaten voor vliegtuigen een afzonderlijk bedrijfsonderdeel onder de naam Inventair BV (eveneens te Bilthoven); Hopmi wordt het jaar daarop gesloten en een lege BV. Een verdere uitbreiding is de overname van Email Holland te Meppel voor de vervaardiging van geëmailleerde producten en tot slot komt er een nevenvestiging te Wijk bij Duurstede.
In 1981 komt het echter tot een overname door de investeringsmaatschappij De Industriële Maatschappij; vooral de productie van huishoudelijke apparatuur was onder druk komen te staan. Onderdelen worden afgesplitst of verkocht:
- Zo gaat Smitt in 1984 verder samen met een andere dochter van De Industriële Maatschappij Nieaf onder de naam Nieaf-Smitt.
- De luchtvaartdivisie wordt eerst verplaatst naar Nieuwegein en vervolgens in 1993 afgesplitst en verkocht aan B/E Aerospace.
- De elektrische-dekenfabriek te Wolvega wordt verkocht aan het Duitse Beurer.

#### Huidige bedrijven

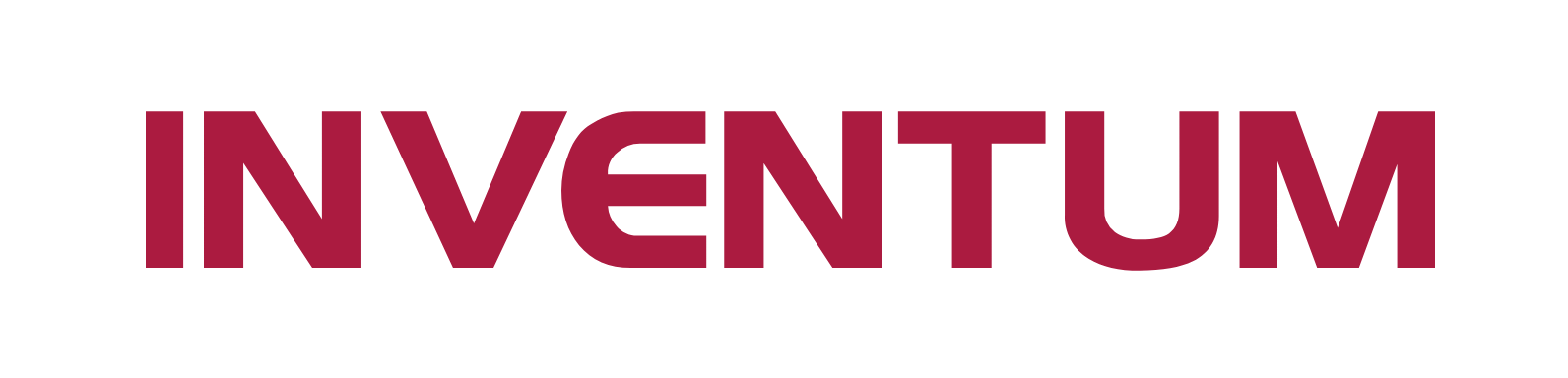
Inventum, Huishoudelijke Apparaten

De resterende onderdelen kleine huishoudelijke apparaten werden overgenomen door Martex Holland BV, dat de merknaam Inventum voor deze dan mag blijven gebruiken. Inventum Huishoudelijke Apparaten is sinds 1994 gevestigd in Veenendaal. Inventum Holland BV (hodn Martex-holland) werd failliet verklaard op 09 juli 2010. De opheffingsdatum van het faillissement was 14 november 2014. Inventum Holland maakte echter een doorstart met een investering door familiebedrijf Gigengack Beheer en een particuliere investeerder.

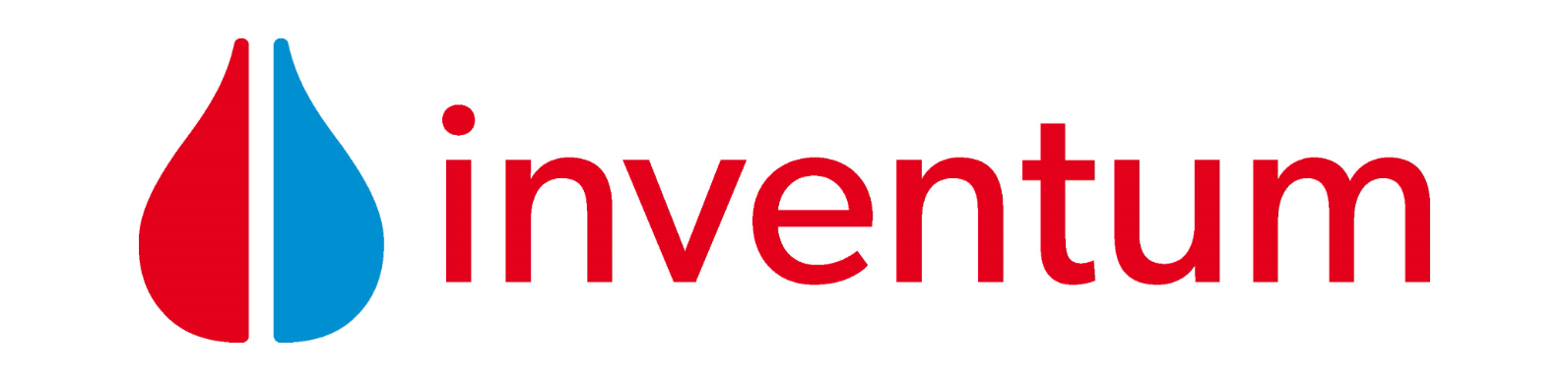
Inventum, Warmwaterdevisie

De warmwaterdivisie bleef in het pand in Bilthoven en legde zich toe op de productie van warmwaterapparatuur, nog altijd onder de naam Inventum maar met een ander logo, en sinds 1994 zonder enige bedrijfsmatige band met Inventum-huishoudelijk. Na een brand in Bilthoven op 6 mei 2010 verhuisde het bedrijf naar Houten. Daar produceert het tegenwoordig boilers, kokendwaterapparatuur en ventilatiewarmtepompen.